# Seuneubok Bacee
Seuneubok Bacee is een bestuurslaag in het regentschap Aceh Timur van de provincie Atjeh, Indonesië. Seuneubok Bacee telt 314 inwoners (volkstelling 2010).